# Pareas boulengeri
Espèce
Synonymes
- Amblycephalus boulengeri Angel, 1920

Statut de conservation UICN

 LC  : Préoccupation mineure
Pareas boulengeri est une espèce de serpents de la famille des Pareatidae. 

## Répartition
Cette espèce est endémique de République populaire de Chine. Elle se rencontre dans les provinces du Gansu, du Sichuan, du Guizhou, du Guangxi, du Guangdong, du Hunan, du Henan et du Jiangxi.

## Description
Dans sa description Angel indique que le plus grand spécimen en sa possession mesure 47 cm dont 10 cm pour la queue. Son dos est brun très clair, à peine plus clair dessous, et présente de nombreux points brun foncé. L'œil est barré d'une fine ligne brune. Une autre ligne, plus large, s'étend de l’œil jusqu'au cou où elle se prolonge en taches irrégulières. Les juvéniles ont des motifs plus marqués.

## Étymologie
Cette espèce est nommée en l'honneur de George Albert Boulenger.

## Publication originale
- Angel, 1920 : Liste de reptiles récemment déterminés et entrés dans les collections et description d’une nouvelle espèce du genre Amblycephalus. Bulletin du Muséum National d'Histoire Naturelle, vol. 26, p. 112-114 (texte intégral).